# 16.ª etapa do Giro d'Italia de 2023
A 16.ª etapa do Giro d'Italia de 2023 teve lugar a 23 de maio de 2023 e consistiu numa etapa em linha com início no município de Sabbio Chiese e final em Monte Bondone sobre um percurso de 203 km. Esta foi vencida pelo português João Almeida da equipa UAE Team Emirates, enquanto o britânico Geraint Thomas do Ineos Grenadiers conseguiu a liderança.

## Classificação da etapa
| Sabbio Chiese - Monte Bondone | alta montanha | (203 km) |

| \| Classificação por etapas \| Classificação por etapas \| Classificação por etapas \| Classificação por etapas \| Classificação por etapas \| \| Ciclista \| Ciclista \| Equipe \| Tempo \| \| \| ------------------------ \| ------------------------ \| ------------------------ \| ------------------------ \| ------------------------ \| \| 1. \| João Almeida \| UAE Team Emirates \| 5h53m27s \| \| \| 2. \| Geraint Thomas \| Ineos Grenadiers \| + 0s \| \| \| 3. \| Primož Roglič \| Jumbo-Visma \| + 25s \| \| \| 4. \| Edward Dunbar \| Team Jayco AlUla \| + 25s \| \| \| 5. \| Sepp Kuss \| Jumbo-Visma \| + 1m03s \| \| \| 6. \| Ilan Van Wilder \| Soudal Quick-Step \| + 1m16s \| \| \| 7. \| Damiano Caruso \| Bahrain Victorious \| + 1m16s \| \| \| 8. \| Einer Rubio \| Movistar Team \| + 1m16s \| \| \| 9. \| Laurens De Plus \| Ineos Grenadiers \| + 1m16s \| \| \| 10. \| Thymen Arensman \| Ineos Grenadiers \| + 1m16s \| \| |                 |                    |          |
| |                 |                    |          |
| Fonte: ProCyclingStats |                 |                    |          |
| Classificação por etapas |                 |                    |          |
| Ciclista | Ciclista        | Equipe             | Tempo    |
| 1. | João Almeida    | UAE Team Emirates  | 5h53m27s |
| 2. | Geraint Thomas  | Ineos Grenadiers   | + 0s     |
| 3. | Primož Roglič   | Jumbo-Visma        | + 25s    |
| 4. | Edward Dunbar   | Team Jayco AlUla   | + 25s    |
| 5. | Sepp Kuss       | Jumbo-Visma        | + 1m03s  |
| 6. | Ilan Van Wilder | Soudal Quick-Step  | + 1m16s  |
| 7. | Damiano Caruso  | Bahrain Victorious | + 1m16s  |
| 8. | Einer Rubio     | Movistar Team      | + 1m16s  |
| 9. | Laurens De Plus | Ineos Grenadiers   | + 1m16s  |
| 10. | Thymen Arensman | Ineos Grenadiers   | + 1m16s  |

## Classificações ao final da etapa

### Classificação geral(Maglia Rosa)
| \| Classificação geral \| Classificação geral \| Classificação geral \| Classificação geral \| Classificação geral \| \| Ciclista \| Ciclista \| Equipe \| Tempo \| \| \| ------------------- \| ------------------- \| ------------------- \| ------------------- \| ------------------- \| \| 1. \| Geraint Thomas \| Ineos Grenadiers \| 67h32m35s \| \| \| 2. \| João Almeida \| UAE Team Emirates \| + 18s \| \| \| 3. \| Primož Roglič \| Jumbo-Visma \| + 29s \| \| \| 4. \| Damiano Caruso \| Bahrain Victorious \| + 2m50s \| \| \| 5. \| Edward Dunbar \| Team Jayco AlUla \| + 3m03s \| \| \| 6. \| Lennard Kämna \| Bora-Hansgrohe \| + 3m20s \| \| \| 7. \| Bruno Armirail \| Groupama-FDJ \| + 3m22s \| \| \| 8. \| Andreas Leknessund \| Team DSM \| + 3m30s \| \| \| 9. \| Thymen Arensman \| Ineos Grenadiers \| + 4m09s \| \| \| 10. \| Laurens De Plus \| Ineos Grenadiers \| + 4m32s \| \| |                    |                    |           |
| |                    |                    |           |
| Fonte: ProCyclingStats |                    |                    |           |
| Classificação geral |                    |                    |           |
| Ciclista | Ciclista           | Equipe             | Tempo     |
| 1. | Geraint Thomas     | Ineos Grenadiers   | 67h32m35s |
| 2. | João Almeida       | UAE Team Emirates  | + 18s     |
| 3. | Primož Roglič      | Jumbo-Visma        | + 29s     |
| 4. | Damiano Caruso     | Bahrain Victorious | + 2m50s   |
| 5. | Edward Dunbar      | Team Jayco AlUla   | + 3m03s   |
| 6. | Lennard Kämna      | Bora-Hansgrohe     | + 3m20s   |
| 7. | Bruno Armirail     | Groupama-FDJ       | + 3m22s   |
| 8. | Andreas Leknessund | Team DSM           | + 3m30s   |
| 9. | Thymen Arensman    | Ineos Grenadiers   | + 4m09s   |
| 10. | Laurens De Plus    | Ineos Grenadiers   | + 4m32s   |

### Classificação por pontos(Maglia Ciclamino)
| Classificação por pontos | Classificação por pontos | Classificação por pontos | Classificação por pontos | Classificação por pontos |
| Ciclista                 | Ciclista                 | Equipe                   | Pontos                   |                          |
| ------------------------ | ------------------------ | ------------------------ | ------------------------ | ------------------------ |
| 1.                       | Jonathan Milan           | Bahrain Victorious       | 176 pts                  |                          |
| 2.                       | Derek Gee                | Israel-Premier Tech      | 118 pts                  |                          |
| 3.                       | Pascal Ackermann         | UAE Team Emirates        | 88 pts                   |                          |
| 4.                       | Toms Skujiņš             | Trek-Segafredo           | 79 pts                   |                          |
| 5.                       | Nico Denz                | Bora-Hansgrohe           | 75 pts                   |                          |
| 6.                       | Michael Matthews         | Team Jayco AlUla         | 68 pts                   |                          |
| 7.                       | Magnus Cort              | EF Education-EasyPost    | 56 pts                   |                          |
| 8.                       | Marius Mayrhofer         | Team DSM                 | 53 pts                   |                          |
| 9.                       | Mark Cavendish           | Astana Qazaqstan Team    | 51 pts                   |                          |
| 10.                      | Vincenzo Albanese        | Eolo-Kometa              | 46 pts                   |                          |

### Classificação da montanha(Maglia Azzurra)
| Classificação da montanha | Classificação da montanha | Classificação da montanha          | Classificação da montanha | Classificação da montanha |
| Ciclista                  | Ciclista                  | Equipe                             | Pontos                    |                           |
| ------------------------- | ------------------------- | ---------------------------------- | ------------------------- | ------------------------- |
| 1.                        | Ben Healy                 | EF Education-EasyPost              | 164 pts                   |                           |
| 2.                        | Davide Bais               | Eolo-Kometa                        | 144 pts                   |                           |
| 3.                        | Einer Rubio               | Movistar Team                      | 117 pts                   |                           |
| 4.                        | Thibaut Pinot             | Groupama-FDJ                       | 114 pts                   |                           |
| 5.                        | João Almeida              | UAE Team Emirates                  | 55 pts                    |                           |
| 6.                        | Toms Skujiņš              | Trek-Segafredo                     | 48 pts                    |                           |
| 7.                        | Karel Vacek               | Team Corratec-Selle Italia         | 36 pts                    |                           |
| 8.                        | Davide Gabburo            | Green Project-Bardiani CSF-Faizanè | 33 pts                    |                           |
| 9.                        | Derek Gee                 | Israel-Premier Tech                | 31 pts                    |                           |
| 10.                       | Aurélien Paret-Peintre    | AG2R Citroën Team                  | 26 pts                    |                           |

### Classificação dos jovens(Maglia Bianca)
| Classificação dos jovens | Classificação dos jovens | Classificação dos jovens | Classificação dos jovens | Classificação dos jovens |
| Ciclista                 | Ciclista                 | Equipe                   | Tempo                    |                          |
| ------------------------ | ------------------------ | ------------------------ | ------------------------ | ------------------------ |
| 1.                       | João Almeida             | UAE Team Emirates        | 67h32m53s                |                          |
| 2.                       | Andreas Leknessund       | Team DSM                 | + 3m12s                  |                          |
| 3.                       | Thymen Arensman          | Ineos Grenadiers         | + 3m51s                  |                          |
| 4.                       | Einer Rubio              | Movistar Team            | + 5m25s                  |                          |
| 5.                       | Santiago Buitrago        | Bahrain Victorious       | + 7m03s                  |                          |
| 6.                       | Ilan Van Wilder          | Soudal Quick-Step        | + 7m28s                  |                          |
| 7.                       | Laurens Huys             | Intermarché-Circus-Wanty | + 28m18s                 |                          |
| 8.                       | Filippo Zana             | Team Jayco AlUla         | + 31m11s                 |                          |
| 9.                       | Valentin Paret-Peintre   | AG2R Citroën Team        | + 42m58s                 |                          |
| 10.                      | Alexander Cepeda         | EF Education-EasyPost    | + 50m18s                 |                          |

### Classificação por equipas"Super team"
| Classificação por equipes | Classificação por equipes | Classificação por equipes | Classificação por equipes |
| Equipe                    | Equipe                    | Tempo                     |                           |
| ------------------------- | ------------------------- | ------------------------- | ------------------------- |
| 1.                        | Bahrain Victorious        | 202h09m02s                |                           |
| 2.                        | Ineos Grenadiers          | + 32m31s                  |                           |
| 3.                        | Jumbo-Visma               | + 40m26s                  |                           |
| 4.                        | UAE Team Emirates         | + 49m03s                  |                           |
| 5.                        | Bora-Hansgrohe            | + 54m33s                  |                           |
| 6.                        | EF Education-EasyPost     | + 55m30s                  |                           |
| 7.                        | AG2R Citroën Team         | + 1h06m39s                |                           |
| 8.                        | Astana Qazaqstan Team     | + 1h11m58s                |                           |
| 9.                        | Team Jayco AlUla          | + 1h28m22s                |                           |
| 10.                       | Israel-Premier Tech       | + 1h39m44s                |                           |

## Abandonos
- Simon Clarke (Israel-Premier Tech) não tomou a saída.
- Davide Ballerini (Soudal Quick-Step) não tomou a saída.
- Amanuel Ghebreigzabhier (Trek-Segafredo) não tomou a saída.
- Pavel Sivakov (Ineos Grenadiers) retirou-se durante a etapa.